# Österlenmagasinet
Österlenmagasinet är en lokaltidning som ges ut i Simrishamn av Ystads Allehanda. Utgivningen startades 1984 och togs 1998 över av Ystads Allehanda. Redaktör och ansvarig utgivare är Fredrik Ekblad.
Tidningen kommer ut en gång i veckan och skickas ut gratis till alla på Österlen. Den består av lokalnyheter, reklam och korsord.
Tidningen hade under en period en gratis nyhetswebbplats på www.osterlenmagasinet.se. Den 1 december 2021 lades webbplatsen ner och ersattes av Mera Österlen med i huvudsak prenumererat innehåll.